# Warhammer Online: Age of Reckoning
Warhammer Online: Age of Reckoning är ett MMORPG-spel (Massive Multiplayer Online Role Playing Game), liknande World of Warcraft och Age of Conan. Spelet är utvecklat av Mythic Entertainment (tidigare EA Mythic), och släpptes den 18 september 2008.
Warhammer Onlines servrar stängdes av den 18 december 2013.
Enligt utvecklarna skiljer sig Warhammer Online: Age of Reckoning från många andra MMORPG-spel genom att PvP-aspekten fått en mycket mer framträdande roll. Ofta tenderar de flesta MMORPG-spel att ha sitt fokus på PvE och PvP-delen kommer ofta i skymundan. I Warhammer Online är det i princip tvärtom.
För att spela Warhammer Online: Age of Reckoning måste man betala en månadsavgift. För avgiften får spelaren tillgång till spelets servrar. Spelare som vill pröva spelet kan ladda ner det och skapa ett konto att spela på. Denna tjänst har ingen månadsavgift och är gratis men spelaren kan inte nå nivåer över rank 10 och man är endast tillåten att vistas i speciella områden i spelets värld.

## Utvecklingshistorik
Warhammer Onlines utveckling började under utvecklingsföretaget Climax Online. Projektet avslutades officiellt i juni 2004 när Games Workshop bedömde att lanseringskostnaden skulle bli för hög. Utvecklingen av spelet upphörde dock inte eftersom Climax Online fortsatte utvecklingen med sin egen kassa. De valde dock att avsluta projektet senare under 2004 på grund av problem att sluta ett utgivningsavtal.
Med licensen tillgänglig igen, närmade sig EA Mythic (numera känt som Mythic Entertainment) Games Workshop. I juli 2008 bytte EA Mythic namn till Mythic Entertainment. Företaget planerade att skaffa licensen och utveckla ett nytt spel helt från grunden. En lång relation mellan flera Games Workshop direktörer och CEO:n från Mythic, Mark Jacobs, försäkrade snabbt att ett avtal var nått. Mythic fick Warhammer Online-licensen 18 maj 2005.
Fast Warhammer Online: Age of Reckoning är utvecklat av Mythic Entertainment, så är Games Workshop också inblandade i utvecklingen av projektet. Deras roll verkar inte bara vara att se till att projektet följer sagan i Warhammer Fantasy IP:n. De jobbar också tillsammans med Mythic Entertainment för att godkänna utvecklingen och fortsättningen på Warhammer Fantasy IP:n och om nödvändigt för MMO:n. Mythic Entertainment har tidigare gjort framgångsrika MMO:s, inklusive Dark Age of Camelot.
En av de unika sakerna i Warhammer Onlines utvecklingsfas var det ständiga videobloggandet från Paul Barnett, Creative Director. Dessa videor gav tittaren en insikt i arbetet som skedde bakom kulisserna i utvecklandet av Warhammer Online. Ofta visade de utvecklingsbilder och annan grafik från spelet. EA Mythic gav också ut "Development Diaries" lite då och då, som var menade att ge läsare en djupare insikt i Warhammer Onlines utveckling.
Warhammer Online släpptes i affärer den 17 september 2008 och servrarna öppnades den 18 september 2008.
Warhammer Online: Age of Reckoning är inte helt baserat på Warhammer Fantasy Battles eller Warhammer Fantasy Roleplay utan på hela Warhammer-universumet.

## Arméer
Warhammer Online: Age of Reckoning är ett RvR (Realm versus Realm)-spel, uppdelat i två separata grupper: Order och Destruction. Varje grupp består av tre separata arméer, som i sin tur är uppdelade i tre till fyra klassval. Några klasser är könsspecifika och kan alltså bara spelas av antingen manliga eller kvinnliga spelfigurer.

### Order
Orderarméerna består av Dvärgarna, Imperiet (Empire, människorna) och Högalverna.

#### Dvärgar (Dwarfs)
Fast dvärgarna en gång haft ett stort kejsardöme, när människorna fortfarande var primitiva och ociviliserade, är deras glansdagar för länge sedan förbi. De är omringade på alla sidor av Destructions styrkor: Huvudsakligen av de lömska skavenråttmännen och den väldiga populationen av orcher och goblins. Dvärgarna är ett hårt, envist och strävsamt folk - de anses vara bland de bästa hantverkarna i den Gamla Världen; dvärgarna skapar krigsmaskiner och artefakter av oöverträffad komplexitet, kraft och storslagenhet. Dvärgar lever längre än människor (flera hundra år är vanligt) och gör för det mesta sina hem i stora bergsfort, så kallade Holds, vilka ofta blir anfallna av Destructionarméerna. Dvärgarna håller hårt på traditionerna, och speciellt håller de liv i gamla oförrätter, och, tillsammans med Imperiet, använder de krutvapen, som kanoner och bomber. Den nuvarande dvärgakungen är Thorgrim Grudgebearer, som härskar från dvärgarnas huvudstad Karaz-a-Karak, känd som Everpeak bland människor. I Warhammer Online är dvärgar ihopparade mot sina forntida rasfiender, grönskinnen (orcher och gobliner).

#### Imperiet (The Empire)
Imperiet är den största mänskliga civilisationen i den Gamla Världen. Det grundades av den första kejsaren Sigmar, som nu är deras gud (även andra gudar dyrkas dock), och har nu stått i över tvåtusen år. Även om det har gått igenom perioder av splittring, blev det nyligen enat igen av kejsaren Magnus the Pious. Den nuvarande kejsaren är Karl Franz som bor i Imperiets huvudstad Altdorf. Även om människorna inte är lika bra på hantverk som dvärgarna, eller lika bra på magi som högalverna, hålls människorna inte tillbaka av traditioner i samma utsträckning som dvärgar eller högalver och har ännu inte dukat under för något hot, externt eller internt. Imperiets civilisation är utformat efter Tyskland under renässansen med stora medeltida och teokratiska influenser. I början av Warhammer Online möter Imperiet Chaos vilka redan har invaderat det rysslika Kislev och är på väg söderut.

#### Högalver (High elves)
Skickliga i den magiska konsten och en av de äldsta civiliserade kulturerna i Warhammer-världen. Högalverna bor på en kontinent kallad Ulthuan och är skickliga på att skapa konst, musik och vapen. De lever tusentals år och är ofta skickliga på det de gör. De slåss ovilligt tillsammans med dvärgarna, när de två raserna lägger sin långa fientlighet åt sidan för att strida mot det större hotet. För många tusen år sedan blev Malekith, son till Högalvernas förste Fenix Kung Aenarion, förnekad tronen. Det här ledde till ett katastrofartat inbördeskrig som alverna kallar "The Sundering" vilket förstörde stora delar av Ulthuan. Efter "The Sundering" gick Malekith och hans anhängare i exil från Ulthuan och de blev de första svartalverna. Den nuvarande kungen är Finubar Sjöfararen som bor i Högalvernas huvudstad, Lothlern. I Warhammer Online är Högalvernas fiender Svartalverna.

### Destruction
Destructionarméerna består av grönskinn (orcher och goblins), Chaos (korrupta människor) och svartalver.

#### Grönskinn (Greenskin)
Grönskinn är en blandning av orcher och goblins, vilket gör de unika i Warhammer Online på grund av att de består av två raser. Med endast tre klasser per ras är det lika många klassval tillgängliga för Grönskinnen som för resten av arméerna.
Orcher är i Warhammer Online en stor, krigisk, människoliknande ras, födda för strid, slagsmål och ett och annat bråk. De lever i stammar där den starkaste orchen leder stammen. Goblins är betydligt mindre är orcherna och blir ofta mobbade av de större och mer skrämmande orcherna. Det här har gjort att Goblins har utvecklats till slugare, lömskare och intelligentare varelser. Ibland samlar en speciellt stark ledare ihop flera stammar för att skapa det som kallas "WAAAGH!!!": ett nästan ostoppbart band av plundrande grönskinn. I början av Warhammer Online skapas återigen ett nytt "WAAAGH!!!" för att en gång för alla utrota Dvärgarna. Alla grönskinn ser ut att vara män, men de anses i spelet vara en könlös ras. Därför finns det inte något könsval när man väljer att spela som grönskinn.

#### Chaos
Styrkorna från Chaos har en fallenhet att korrumpera och förstöra allt i sin väg. I Warhammer Online dyrkar Chaos figurer guden Tzeentch. Inom Warhammeruniversumet kan Chaos dyrka en av fyra huvudgudar: Tzeentch, Khorne, Nurgle och Slaanesh. Gudarna är ofta oeniga med varandra och fungerar väldigt sällan ihop. Chaos mänskliga anhängare lever oftast i ödemarker där den råa magin och kaoskrafterna är starka och får både sina invånare och landmassan att förändras och muteras. De här människorna lever i krigiska stammar, och när tiden är inne för krig följs de ibland av Demonerna. I Warhammer Online kämpar Chaos mot sina goda släktingar Empire.

#### Svartalver (Dark elves)
Svartalverna, korrupta högalver, är i spelet i strid med högalverna. Deras kung, "häxkungen" Malekith, villa ta över Fenix Kungens tron. Istället för att dyrka alla alvgudarna dyrkar svartalverna bara krigsguden Khaine. Svartalverna lever i Naggaroth, ett kallt och öde land nordväst om Ulthuan dit de blev landsförvisade efter "The Sundering". I Warhammer Online kan man inte att kunna komma dit, för när högalvsarméerna är borta och hjälper Empire slåss mot Chaos tar svartalverna tillfället i akt och anfaller Ulthuan.

## Karriärer
Varje karriär (liksom konceptet av en "klass" i andra RPG) anpassar sig till en speciell arketypisk roll, men vara annorlunda på något sätt. Till exempel är Warrior Priest en Support/Healer arketyp men han har också många närstrids-DPS-element i sig, vilket betyder att spelare med den här karriären måste slåss för att kunna hela effektivt. På detta sätt ges blir det fler variationer i karriärerna och är inte bara speglingar av varandra.
Det finns specialiseringar inom karriärerna som blir tillgängliga efter level 10. De flesta karriärerna har valmöjligheten att både vara kvinna och man. Fast i vissa kan man bara välja ett specifikt kön. Witch elf till exempel, kan bara spelas som kvinna. Grönskinnen, å andra sidan, kan bara spelas med ett manligt utseende.

### Arketyper
Karriärerna i Warhammer Online är uppdelade följande arketyper.
Tank: En tungt beväpnad figur som kan ta mycket skada, skydda sina allierade och ta sig an flera fiender samtidigt. Strider i främsta linjen.
Närstridsskadare: En arketyp med mindre skydd och utrustning än en tank, men som kan dela ut en större mängd skada i en kortare tidsintervall.
Avståndsskadare: En arketyp som delar ut skada från ett avstånd. Har ofta så kallade "area of effect" krafter som kan skada flera fiender samtidigt.
Support: En supportklass som kan hela sina allierande och göra skada. Den är som effektivast om den kombinerar skadeverkan med helandet.

### Karriärkarta
| WAR Karriärstabell | Karriärer av arketyper    | Karriärer av arketyper  | Karriärer av arketyper | Karriärer av arketyper |
| ------------------ | ------------------------- | ----------------------- | ---------------------- | ---------------------- |
| Arméer             | Tank                      | Närstridsskadare        | Avståndsskadare        | Support                |
| Dvärgar            | Ironbreaker               | Slayer                  | Engineer               | Runepriest             |
| The Empire         | Knight of the Blazing Sun | Witch Hunter            | Bright Wizard          | Warrior Priest         |
| Högalver           | Swordmaster               | White Lion              | Shadow Warrior         | Archmage               |
| Grönskinn          | Black Orc                 | Orc Choppa*             | Goblin Squig Herder    | Goblin Shaman          |
| Chaos              | Chosen (Male Only)        | Marauder (Male Only)    | Magus                  | Zealot                 |
| Mörkeralver        | Black Guard               | Witch Elf (Female Only) | Sorcerer/Sorceress     | Disciple of Khaine     |

## Särskilda spelegenskaper

### Figurer
Figurers och andra spelares utseende i Warhammer Online ändras när man går upp i level eller slåss mer. Till exempel blir dvärgarnas skägg längre, Orcherna växer sig större och Chaosrustningar blir mer utsmyckade. Spelare kommer att kunna dekorera sig själva med troféer, till exempel sina döda fienders huvuden. Det finns även andra ändringar, så som "Tactics:", speciella krafter en spelare kan välja före strid, och "Morales:", krafter som bara blir starkare och starkare ju mer man slåss. Specialanpassade rustningar och ett visuellt Guild-system tillåter en spelares figur att bli unik.

### Kollisionsdetektering
I Warhammer Online kommer det att förekomma kollisionsdetektering, men bara mot fiender. Detta betyder att spelare kommer att kunna "gå igenom" medspelare och NPC:er men kommer inte kunna gå igenom fiender. Mythic har testat olika alternativ för kollisionsdetektering.

### Realm vs Realm
Warhammer Online är Realm vs. Realm. Detta äger rum på tre olika slagfält: Dvärgar mot greenskins, empire mot Chaos, och högalver mot mörkalver. Även om det bara är två raser per slagfält, så går det att resa mellan alla slagfält och hjälpa de andra raserna. Det finns fyra typer av RvR-strid: Sammandrabbningar (vanliga PvP-strider), Slagfält (strider i RvR-specifika områden där man utför uppdrag), Scenarion (strider i instanser mot den motsatta sidan som är poäng-baserade), och Kampanjer (invasion av fiendens land och huvudstad). RvR inkluderar både spelare mot spelare (PvP) och spelare mot omgivningen (PvE).

## Community
Mythic Entertainment skickar varje månad ut ett nyhetsbrev som beskriver spelets utveckling för allmänheten. En idé om att hålla så kallade forumtävlingar på fansiteforumen har förespråkats av Mythic Community Team, som även går in hårt för att posta och delta på existerande fansiteforum för att hålla kontakt med spelarna. Mythic har alltid gillat fansites, och ett "fansite kit" finns att ladda ner gratis på deras officiella webbsida. Mythic har förespråkat att man besöker fansites, och använder deras forum, istället för att ha ett eget forum på deras egna servrar. De tycker att fansitesidorna ger dem en chans att lära känna spelarbasen.
GOA, företaget som tidigare tillhandahöll de europeiska servrarna har avslutat sitt samarbete med Mythic som nu själva tar hand om Europas servrar. GOA kritiserades starkt av européerna på grund av tidigare dåligt rykte efter att de misskött DAoC:s servrar. Trots sitt dåliga rykte anser idag en del att de skötte de europeiska servrarna för WAR på ett bra sätt med tanke på att de tampades med precis samma problem som Mythic själva står inför.